# Samuel Lopes
Samuel Lopes da Cunha, mais conhecido como Samuel Lopes ou simplesmente Samuel (Colatina, 7 de fevereiro de 1984), é um ex-futebolista brasileiro que atuava como atacante.

## Carreira
Samuel iniciou sua carreira no juvenil do Grêmio e assinou um contrato de 3 anos em agosto de 2004. Atuou em cinco partidas no ano de 2005 pelo Grêmio na Copa do Brasil. Nessa temporada, ele também ajudou o time gaúcho no acesso à Série A de 2006 com o título da Série B de 2005. Ele ainda foi emprestado ao Juventude e para o Avaí.
Em janeiro de 2007 ele seguiu para a Portuguesa, com um contrato de 1 ano. Na Portuguesa, ele era conhecido como Samuel Lopes para desambiguar com seu homônimo, o zagueiro Samuel. Ele marcou cinco gols nos primeiros 7 jogos do Campeonato Paulista da Série A2. A Portuguesa foi o campeão e promovida à Série A1. Em 2007, pelo Campeonato Brasileiro da Série B, jogou cinco partidas.
Ainda no mesmo ano, Samuel seguiu para o Vila Nova, em 5 de setembro. Atuando quase sempre como reserva, ajudou a equipe a terminar a Série C em terceiro lugar e ganhar o acesso à Série B de 2008.
Em janeiro de 2008, Samuel assinou um contrato com o Paysandu até o final do Campeonato Paraense. O time terminou como o vice-campeão do segundo turno do campeonato e o terceiro no geral, e Samuel marcou nove gols em 11 jogos. Depois, ele renovou com o Paysandu em agosto, até o final da Série C de 2008. A equipe não conseguiu avançar para a fase final da Série C, Samuel só fez sua estreia na 11ª rodada.
Em janeiro de 2009, ele retornou ao Rio Grande do Sul para atuar no Veranópolis. O clube terminou como o quarto colocado do Campeonato Gaúcho, mas junto com outras duas equipes Gaúchas, rejeitou-se a apresentar o estado em 2009, no Campeonato Brasileiro da Série D.
Após seis mêses inativo no futebol profissional, Samuel se juntou ao Nacional de Rolândia mas, em fevereiro, se juntou a Águia de Marabá até o final do Campeonato Paraense de 2010. Em 12 de julho, o clube lhe ofereceu um contrato até o final do Campeonato Brasileiro da Série C de 2010.
Em janeiro de 2011, ele renovou seu contrato com o Águia de Marabá por mais 1 ano. Em 23 de fevereiro de 2011, o Lance! informou que Samuel estava treinando com o America Football Club (Rio de Janeiro) e estava prestes a registar-se na Federação de Futebol do Estado do Rio de Janeiro, mas o negócio nunca se concretizou.

## Títulos
Grêmio
- Campeonato Brasileiro de Futebol - Série B: 2005

Portuguesa
- Campeonato Paulista da Série A2 - 2007